# Michał Stefko
Michał Stefko (ur. 1840, zm. 1916) – doktor praw, prokurator, sędzia.

## Życiorys
Urodził się w 1840. W okresie zaboru austriackiego w ramach autonomii galicyjskiej wstąpił do służby wymiaru sprawiedliwości Austro-Węgier. Jako auskultant C. K. Wyższego Sądu Krajowego we Lwowie był przydzielony do C. K. Sądu Krajowego we Lwowie około 1867/1868, następnie do C. K. Sądu Powiatowego w Jarosławiu około 1868/1869. Od około 1869 do około 1873 był adjunktem sądowym przy C. K. Sądzie Obwodowym w Tarnopolu, w tym w pierwszym roku jako adjunkt prowizoryczny, a od około 1871 ze stopniem naukowym doktora praw.
Od około 1873 był adjunktem sądowym przy C. K. Sądzie Obwodowym w Złoczowie. Od około 1878 do około 1886 był jednym z zastępców prokuratora w Złoczowie. Od około 1886 do około 1892 był radcą w C. K. Sądzie Obwodowym Samborze.
Ze stanowiska radcy sądowego w Samborze na początku września 1892 został mianowany na urząd prezydenta C. K. Sądzie Obwodowym w Sanoku i sprawował do stanowisko w kolejnych do 1897 (od około 1894 do czerwca 1895 auskultantem w tym sądzie był jego syn Mieczysław Stefko). Pracując w Sanoku figurował od około 1892 jako zastępca przewodniczącego wydziału Kasy Oszczędności w Samborze. Na przełomie 1894/1895 pełnił funkcję prezesa oddziału Towarzystwa Prawniczego w Sanoku (ponownie wybrany 19 stycznia 1895). Sprawując urząd prezydenta C. K. Sądu Obwodowego w Sanoku 31 grudnia 1895 został mianowany przewodniczącym sądu przysięgłych przy tymże sądzie na kadencję od 11 lutego 1896. We wrześniu 1897 został mianowany prezydentem C. K. Sądu Obwodowego w Tarnopolu i od początku do około 1907 sprawował to stanowisko w charakterze radcy dworu.
W trakcie swojej pracy zawodowej udzielał się w działalności społecznej. Od 1890 do 1891 był wiceprezesem samborskiego gniazda Polskiego Towarzystwa Gimnastycznego „Sokół”. Później był członkiem sanockiego gniazda PTG „Sokół” (1892, 1893, 1894), członkiem zwyczajnym Macierzy Szkolnej dla Księstwa Cieszyńskiego, także członkiem sanockiego biura powiatowego Stowarzyszenia Czerwonego Krzyża mężczyzn i dam w Galicji.
Jego żoną była Kamila, córka prof. Ignacego Lemocha (czeski profesor matematyki elementarnej Uniwersytetu Lwowskiego i rektor tej uczelni), z którą miał synów Mieczysława (1871–1949, prawnik, sędzia, prokurator), Kamila (1875–1966, profesor prawa, rektor Uniwersytetu Jana Kazimierza we Lwowie i Wyższej Szkoły Handlowej we Wrocławiu).
Zmarł w 1916. Został pochowany na Cmentarzu Łyczakowskim we Lwowie.

## Odznaczenia
austro-węgierskie
- Krzyż Kawalerski Orderu Leopolda (1903)[26].
- Medal Jubileuszowy Pamiątkowy dla Cywilnych Funkcjonariuszów Państwowych (przed 1907)[27].